# Premi Visual Effects Society 2002
La prima edizione dei premi Visual Effects Society si è tenuta il 19 febbraio 2003.

## Vincitori e candidati
Vengono di seguito indicati in grassetto i vincitori.

Ove ricorrente e disponibile, viene indicato il titolo in lingua italiana e quello in lingua originale tra parentesi. 

### Best Visual Effects in an Effects Driven Motion Picture
- Jim Rygiel, Joe Letteri, Randall William Cook e Alex Funke - Il Signore degli Anelli - Le due torri (The Lord of the Rings: The Two Towers)
- John Berton, Tom Bertino, Bill Westenhofer e Erik Mattson - Men in Black II
- John Knoll, Ben Snow, Pablo Helman e Rob Coleman - Star Wars: Episodio II - L'attacco dei cloni (Star Wars: Episode II - Attack of the Clones)

### Best Supporting Visual Effects in a Motion Picture
- Glenn Neufeld, Derek Spears, Dan Malvin e Al Disarro - Al vertice della tensione (The Sum of All Fears)
- Michael Owens, Camille Geier, Edward Hirsh e Jon Alexander - Gangs of New York
- Jeremy Dawson e Daniel Schrecker - Frida

### Best Visual Effects in a Television Miniseries, Movie, or Special
- Mike McGee, Tim Webber, Alec Knox e Ben Morris - Dinotopia
- Robin Griffin, Stuart Robertson, Dion Hatch e Nelson Sepulveda - Stephen King's Rose Red
- Dean Lewis - Expedition: Bismarck

### Best Visual Effects in a Television Series
- Emile Smith, Rocco Passionino, Loni Peristere e Kristen Branan - Firefly episodio pilota
- Guy Hudson, Sharon Fitzgerald, Frazer Churchill e David Hulin - Dinotopia Marooned & Making Good
- Dan Curry, Ronald D. Moore e Liz Castro - Star Trek: Enterprise episodio Onda d'urto Parte 1 (Shockwave Part One)

### Best Visual Effects in a Commercial
- William Bartlett, Andrew Daffy, Jake Mengers e Helen Mackenzie - Xbox 'Mosquito'
- Scott Souter e Frank Petzold - Blockbuster 'Prima donna'
- Eric Barba, Bernd Angerer, Jeff Julian e Feli di Giorgio - Adidas 'Mechanical Legs'

### Best Visual Effects in a Music Video
- Andrew Honacker, Steven Wagner, Sean Capone e Talon Nightshade - So to Speak DJ? Acucrack
- Emile Smith, Kyle Toucher, Andrew Orloff e Kristen Branan - Points of Authority Linkin Park
- Greg Strause e Colin Strause - Black Suits Comin' (Nod Ya Head) Will Smith

### Best Character Animation in a Live Action Motion Picture
- Richard Baneham, Eric Saindon, Ken McGaugh e Bay Raitt - Il Signore degli Anelli - Le due torri (The Lord of the Rings: The Two Towers)
- Rob Coleman, Hal Hickel, Chris Armstrong e James Tooley - Star Wars: Episodio II - L'attacco dei cloni (Star Wars: Episode II - Attack of the Clones)
- David Andrews, Steven Rawlins, Frank Gravatt e Doug Smythe - Harry Potter e la camera dei segreti (Harry Potter and the Chamber of Secrets) la maschera di Dobby

### Best Character Animation in a Live Action Televised Program, Music Video, or Commercial
- Michael Eames, Quentin Miles, Dadi Einarsson e Ben White - Dinotopia
- James Tichenor, Craig Van Den Beggelaar, Kevin Little e Adam De Bosch Kemper - Stargate SG-1' episodio Rivelazioni
- Scott Souter, Frank Petzold, Eric Reynolds e Todd LaBonte - Blockbuster 'Kung Fu'

### Best Character Animation in an Animated Motion Picture
- Tony Bancroft, David Schaub, Eric Armstrong e Sean Mullen - Stuart Little 2
- James Baxter - Spirit - Cavallo selvaggio (Spirit: Stallion of the Cimarron)

### Best Special Effects in a Motion Picture
- Steve Ingram, Blair Foord, Rich Cordobes e Scott Harens - Il Signore degli Anelli - Le due torri (The Lord of the Rings: The Two Towers)
- Chris Corbould - Agente 007 - La morte può attendere (Die Another Day)

### Best Matte Painting in a Motion Picture
- Paul Huston, Yusei Uesugi e Jonathan Harb - Star Wars: Episodio II - L'attacco dei cloni (Star Wars: Episode II - Attack of the Clones)
- Brett Northcutt, Ronn Brown, Mathieu Raynault e Evan Pontoriero - Gangs of New York
- Yanick Dusseault, Max Dennison, Roger Kupelian e Mathieu Raynault - Il Signore degli Anelli - Le due torri (The Lord of the Rings: The Two Towers)

### Best Matte Painting in a Televised Program, Music Video, or Commercial
- Daren Horley, Jason Horley, Craig Lyn e Martin McRae - Dinotopia
- Mark Fordham, Ian Britton, Graham Cunningham e Gudrun Heinze - The Man Who Saved Christmas

### Best Models and Miniatures in a Motion Picture
- Richard Taylor, Paul Van Ommen e Matt Aitken - Il Signore degli Anelli - Le due torri (The Lord of the Rings: The Two Towers)
- Brian Gernand, Russell Paul, Geoff Campbell e Jean Bolte - Star Wars: Episodio II - L'attacco dei cloni (Star Wars: Episode II - Attack of the Clones)
- John Richardson - Agente 007 - La morte può attendere (Die Another Day)

### Best Models and Miniatures in a Televised Program, Music Video, or Commercial
- John Teska, Koji Kuramura, Pierre Drolet e Sean Scott - Star Trek: Enterprise episodio Sosta forzata (Dead Stop)
- Michael Joyce - Stephen King's Rose Red
- Mathew Gratzner, James Waterhouse, Scott Lukowski e Eric Coon - Gatorade 'Visitors'

### Best Visual Effects Photography in a Motion Picture
- Alex Funke, Brian Van't Hul e Richard Bluck - Il Signore degli Anelli - Le due torri (The Lord of the Rings: The Two Towers)
- Patrick Sweeney, Marty Rosenberg, Carl Miller e Fred Meyers - Star Wars: Episodio II - L'attacco dei cloni (Star Wars: Episode II - Attack of the Clones)
- Earl Wiggins, Mark Vargo, Tom Houghton e Anna Foerster - Stuart Little 2

### Best Effects Art Direction in a Motion Picture
- Alan Lee, Jeremy Bennett, Christian Rivers e Gino Acevedo - Il Signore degli Anelli - Le due torri (The Lord of the Rings: The Two Towers)
- Alexander Laurant e Alex McDowell - Minority Report
- Alex Jaeger, Doug Chiang, Erik Tiemens e Ryan Church - Star Wars: Episodio II - L'attacco dei cloni (Star Wars: Episode II - Attack of the Clones)

### Best Compositing in a Motion Picture
- Mark Lewis, GG Heitmann Demers, Alex Lemke e Alfred Murrle - Il Signore degli Anelli - Le due torri (The Lord of the Rings: The Two Towers)
- Scott Frankel e Patrick Jarvis - Minority Report
- Barbara Brennan, Jay Cooper, Kimberly Lashbrook e Dorne Huebler - Harry Potter e la camera dei segreti (Harry Potter and the Chamber of Secrets) 'La partita di Quidditch'

### Best Compositing in a Televised Program, Music Video, or Commercial
- Christian Manz, Pedro Sabrosa, Nicolas Cotta e Tor Bjorn - Dinotopia
- Loni Peristere, Emile Smith, Kristen Branan e Chris Jones - Firefly episodio pilota
- Eric Barba, Bernd Angerer, Jeff Julian e Feli di Giorgio - Adidas 'Mechanical Legs'

### Best Performance by an Actor in an Effects Film
- Andy Serkis, Elijah Wood, Sean Astin - Il Signore degli Anelli - Le due torri (The Lord of the Rings: The Two Towers)
- Nicolas Cage - Il ladro di orchidee
- Will Smith - Men in Black II